# Мідицеві
Мідицеві, або землерийкові (Soricidae) — родина ссавців з ряду мідицеподібні (Soriciformes) надряду комахоїдних (Insectivora).

## Таксономія
Це четверта за видовим багатством родина ссавців, що має 376 сучасних видів. До мідицевих належать найдрібніші ссавці світової фауни та фауни Європи. За останнім зведенням «Ссавці Світу» (Wilson, Reeder, 2005), види цієї родини об'єднуються в такі 26 родів (за абеткою):
- Родина Soricidae
  - підродина білозубкові, «білозубі землерийки» (Crocidurinae):
    - Crocidura — Білозубка
    - Diplomesodon
    - Feroculus
    - Paracrocidura
    - Ruwenzorisorex
    - Scutisorex
    - Solisorex
    - Suncus — Сункус
    - Sylvisorex

- - підродина Myosoricinae (часто у складі попередньої)
    - Congosorex
    - Myosorex
    - Nagasorex
    - Surdisorex

- - підродина мідицеві (у вузьк. роз.), «бурозубі землерийки» (Soricinae):
    - Триба Anourosoricini
      - Anourosorex

    - Триба Blarinellini
      - Blarinella

    - Триба Blarinini
      - Blarina — Блярина
      - Cryptotis

    - Триба Nectogalini
      - Chimarrogale
      - Chodsigoa
      - Episoriculus
      - Nectogale
      - Neomys — Рясоніжка
      - †Nesiotites
      - Soriculus

    - Триба Notiosoricini
      - Megasorex
      - Notiosorex

    - Триба Soricini
      - Sorex — Мідиця

Мідицеві не споріднені з деревними та слоновими землерийками, яких разом з мідицями нерідко (особливо в давніх працях) відносять до класу понять «землерийки».

## Мідицеві у фауні України
У фауні України родина Soricidae представлена трьома родами — мідиця, рясоніжка та білозубка. При цьому у кожній місцевості живе, як правило, не більше 1-2 видів кожного з цих трьох родів. Три види з-поміж відомих в складі сучасної фауни України — мідиця альпійська (Sorex alpinus), рясоніжка мала (Neomys anomalus) і білозубка білочерева (Crocidura leucodon) — внесені до «Червоної книги України» (2009).

## Морфологія
Розміри малі й дуже малі. До цієї групи належать найдрібніші ссавці світової фауни та фауни Європи. Через малі розміри мідиць інколи вважають мишами, проте за всім комплексом морфологічних ознак мідицеві відносяться до (над)ряду комахоїдних (Insectivora). Мідицеві мають видовжений у хоботок носовий відділ, у них ноги з п'ятьма пальцями.

## Поширення
Поширені по всьому світу: з головних районів помірного поясу лише Нова Гвінея, Австралія і Нова Зеландія не мають рідних до них представників родини Soricidae; в Південній Америці вони зустрічаються лише на крайній півночі.